# فیونا لوئیس

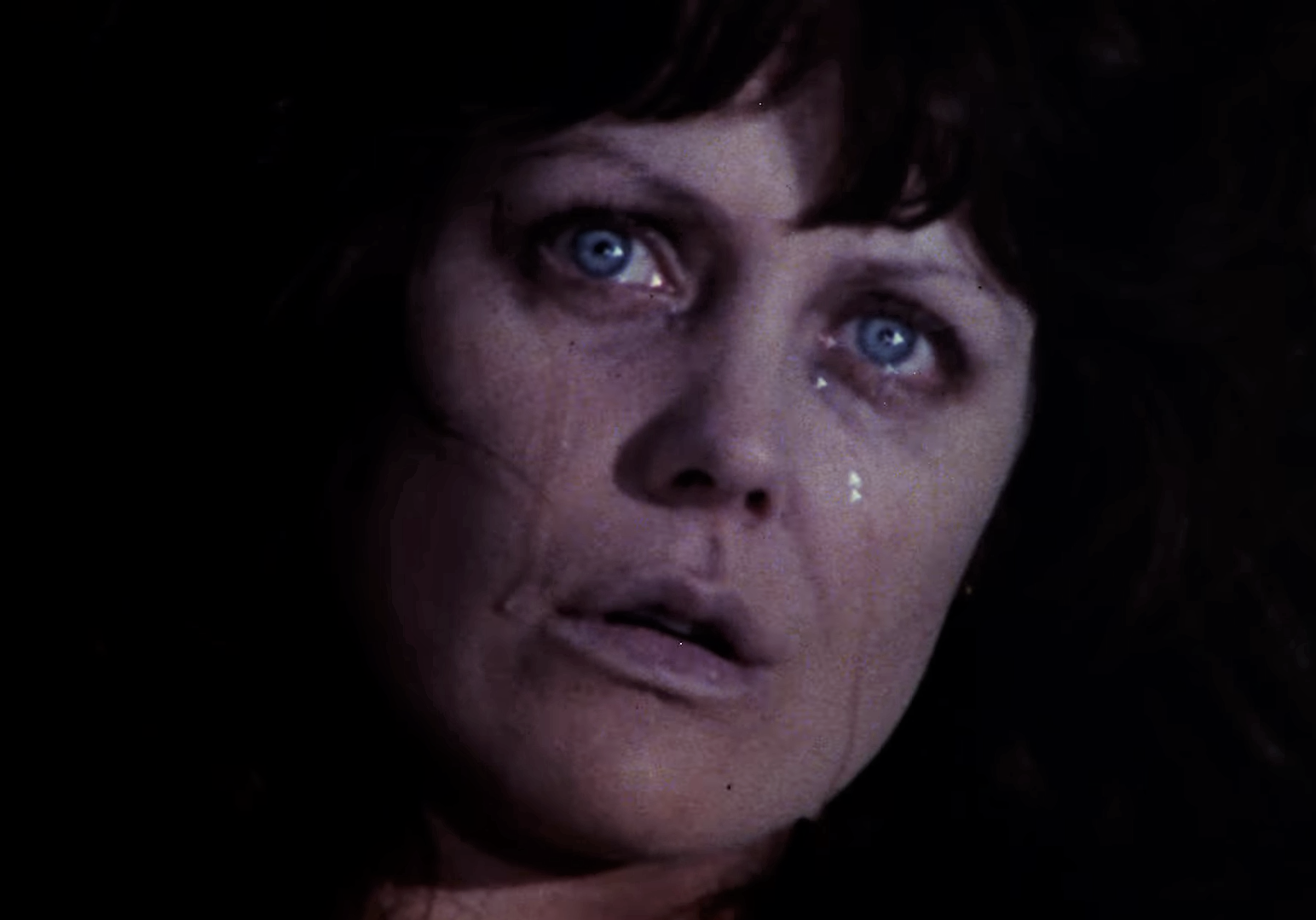
فیونا لوئیس

فیونا لوئیس (به انگلیسی: Fiona Lewis) بازیگر و نویسنده انگلیسی از وست‌کلیف-آن-سی است. او با آرت لینسون که یک کارگردان، تهیه‌کننده و فیلمنامه‌نویس آمریکایی است ازدواج کرده‌است.

## فیلم شناسی
- خون‌آشام‌کشان نترس (۱۹۶۷)
- اوتلی (۱۹۶۸)
- جک کجاست؟ (۱۹۶۹)
- دراکولا (۱۹۷۳)
- طبل (۱۹۷۶)
- کار نمایشی (۱۹۷۷)
- خشم (۱۹۷۸)